# Salisbury Court Theatre

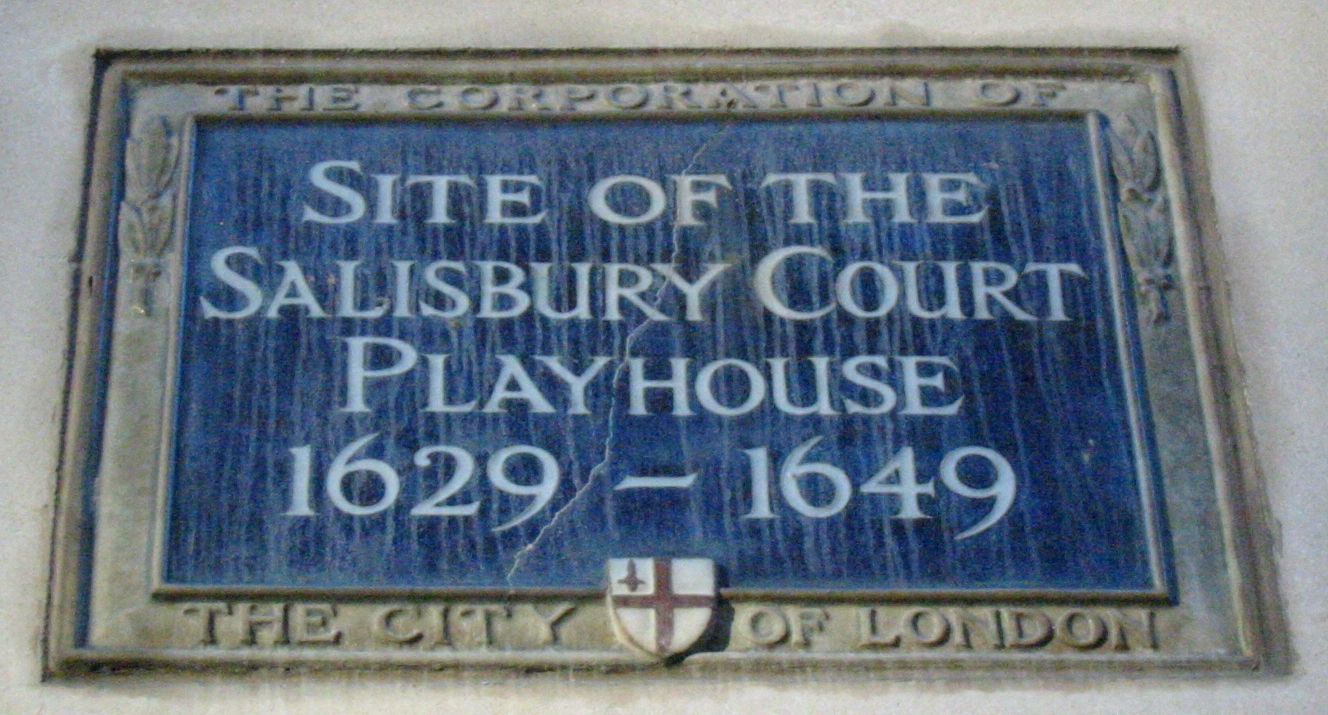
Placa del teatro Salisbury Court de Londres.

El Salisbury Court Theatre fue un teatro del Londres del siglo XVII. Estaba en las inmediaciones de Salisbury Court, que había sido la residencia londinense de los obispos de Salisbury. Salisbury Court fue adquirido por Richard Sackville en 1564; cuando Thomas Sackville fue nombrado Conde de Dorset en 1604, el edificio fue rebautizado como Dorset House. (Su descendiente, Edward Sackville, cuarto Conde de Dorset, fue Lord Chambelán de la reina Enriqueta María en los años 1630, y fue un influyente hombre de teatro en el Londres de la época, siendo la fuerza impulsora de la creación del Salisbury Court Theatre.)
Se erigió en 1629, justo al oeste de las murallas medievales de la City de Londres, entre la calle Fleet Street y el río Támesis, en un edificio que había sido un granero de Dorset House. Era un teatro "privado" cerrado, como el Teatro de Blackfriars, y sucedió al Whitefriars Theatre (que estuvo justo al otro lado de Water Lane) y del Porter's Hall theatre, de corta duración, con una audiencia más bien aristocrática, en lugar del público popular de los teatros al aire libre como el Globe, el Fortune, y el Red Bull Theatre.
El Salisbury Court fue erigido con un coste de 1000 libras por Richard Gunnell, un veterano actor y el director del Fortune, y William Blagrave, delegado de Sir Henry Herbert, Master of the Revels. A mediados de los años 1630, la dirección pasó a Richard Heton. Durante la década de los años 1630, el teatro estuvo ocupado en varias ocasiones por la King's Revels Company (1630-1 y 1633-6), por los Prince Charles's Men (1631-3), y Queen Henrietta's Men (1637-42); durante un tiempo rivalizó con el Cockpit y el Red Bull.
Salisbury Court fue el último teatro que se construyó antes del cierre de los teatros por los puritanos en 1642. En la época de la prohibición tuvo otros usos y además hizo representaciones clandestinas, habiendo sufrido una redada el 6 de octubre de 1647, en mitad de una representación de A King and No King de Beaumont y Fletcher. El 1 de enero de 1649, las autoridades londinenses hicieron una redada en los cuatro teatros: los actores del Salisbury Court Theatre fueron arrestados, como los del Cockpit. En marzo de 1649, las autoridades destruyeron el interior del Salisbury Court, así como el Fortune y el Cockpit, dejándolos dañados de tal forma que no podían hacerse representaciones.
Con la reapertura de los teatros en 1660 tras la Restauración, William Beeston rehabilitó el Salisbury Court Theatre y fue usado durante un tiempo por la Duke's Company, cuyo patrón era el Duque de York (más tarde Jacobo II), desde noviembre de 1660 hasta junio de 1661, cuando se trasladaron a otro cercano. En los diarios de Samuel Pepys se señalan las obras que se interpretaron allí tras la reapertura.
El edificio ardió durante el Gran Incendio de Londres en 1666. Fue reemplazado en 1671 por el Dorset Garden Theatre, que fue edificado un poco más al sur, con diseño de Christopher Wren.